# معايش داخلي

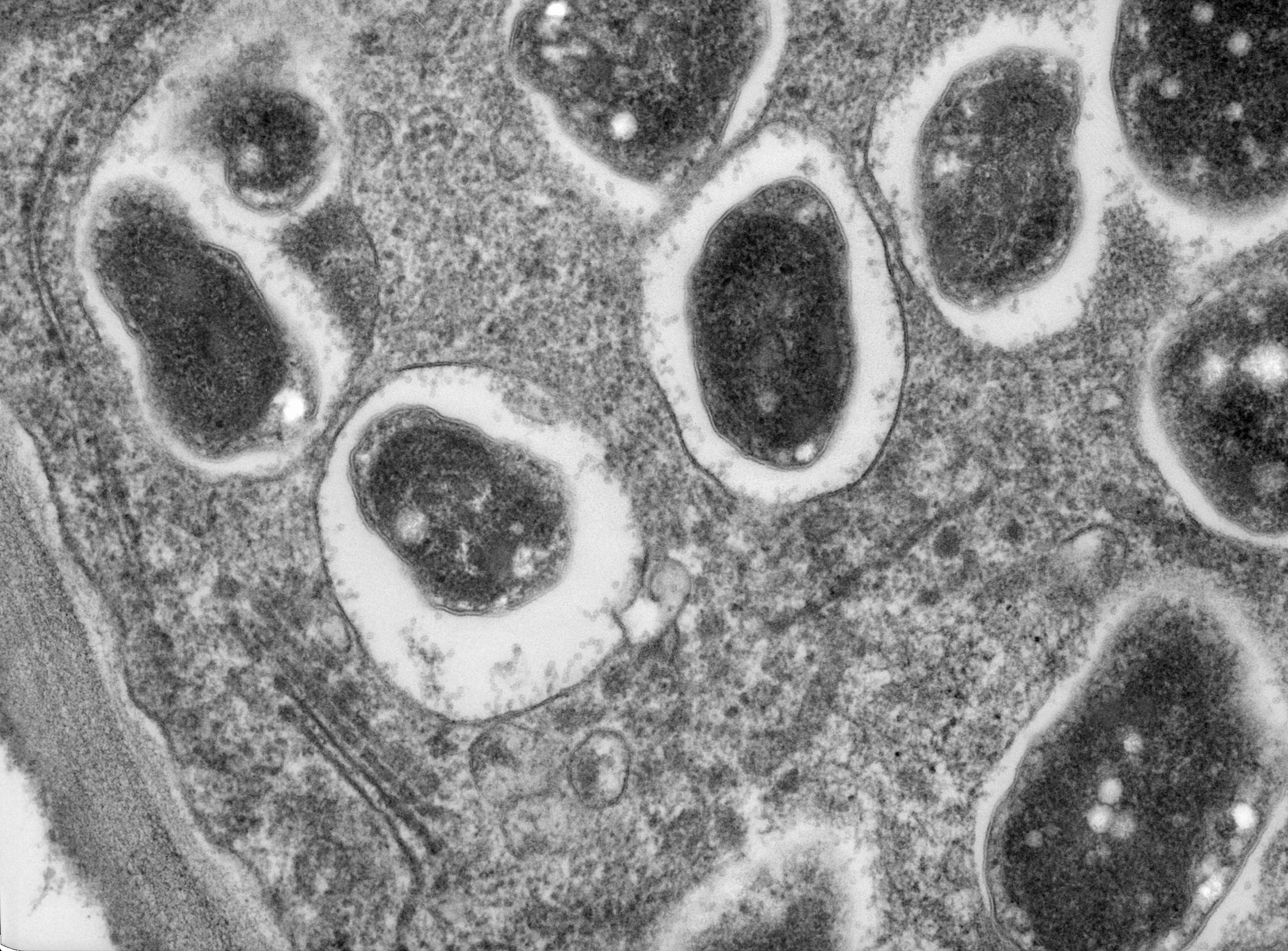

المعايش الداخلي أو المتكافل الداخلي هو أي كائن حي يعيش داخل جسد أو خلايا كائن حي آخر، أي يشكل تعايشاً داخلياً. الأمثلة على المعايشين الداخليين تتضمن: البكتيريا المثبتة للنيتروجين (تسمى ريزوبيا) التي تعيش في جذور العقيدات (بالإنجليزية: root nodules)‏ على جذور البقول، والطحالب أحادية الخلية التي تعيش داخل المرجان البناء للطيات النسيجية، والمعايش الداخلي البكتيري الذي يزود الغذاء إلى 10-15% من الحشرات.